# Epicorsia avilalis
Epicorsia avilalis là một loài bướm đêm trong họ Crambidae.